# Viaduc de Jaulny
Le viaduc de Jaulny est un ouvrage ferroviaire qui surplombe la vallée du Rupt de Mad entre Thiaucourt-Regniéville et Jaulny, dans le département de Meurthe-et-Moselle en région Grand Est.
Cet ouvrage, d'une longueur de 480 mètres, est le plus haut de la LGV Est européenne. Ce viaduc est constitué d'un pont formé d'un double caisson en acier soutenu par seulement six piles en béton armé espacées de 80 mètres.
Le viaduc surplombe à la fois la vallée du Rupt de Mad, classée comme zone naturelle d'intérêt écologique, faunistique et floristique (ZNIEFF), ainsi que la ligne ferroviaire Lérouville-Metz.

## Projet architectural
Située dans le parc naturel régional de Lorraine, traversant de plus un site inscrit comme ZNIEFF et étant à proximité du château de Jaulny (monuments historiques), cet ouvrage d'art a fait l'objet d'un concours international de conception-réalisation. C'est le projet de Fabrice Neel et Brigit de Kosmi qui fut sélectionné pour son faible impact visuel, grâce à l'importance des portées (80 m) et au nombre limité de piles (seulement six).
Le viaduc possède une pile double spéciale conçue afin d'absorber les efforts engendrés par un possible freinage d'urgence d'une rame.

## Quelques chiffres

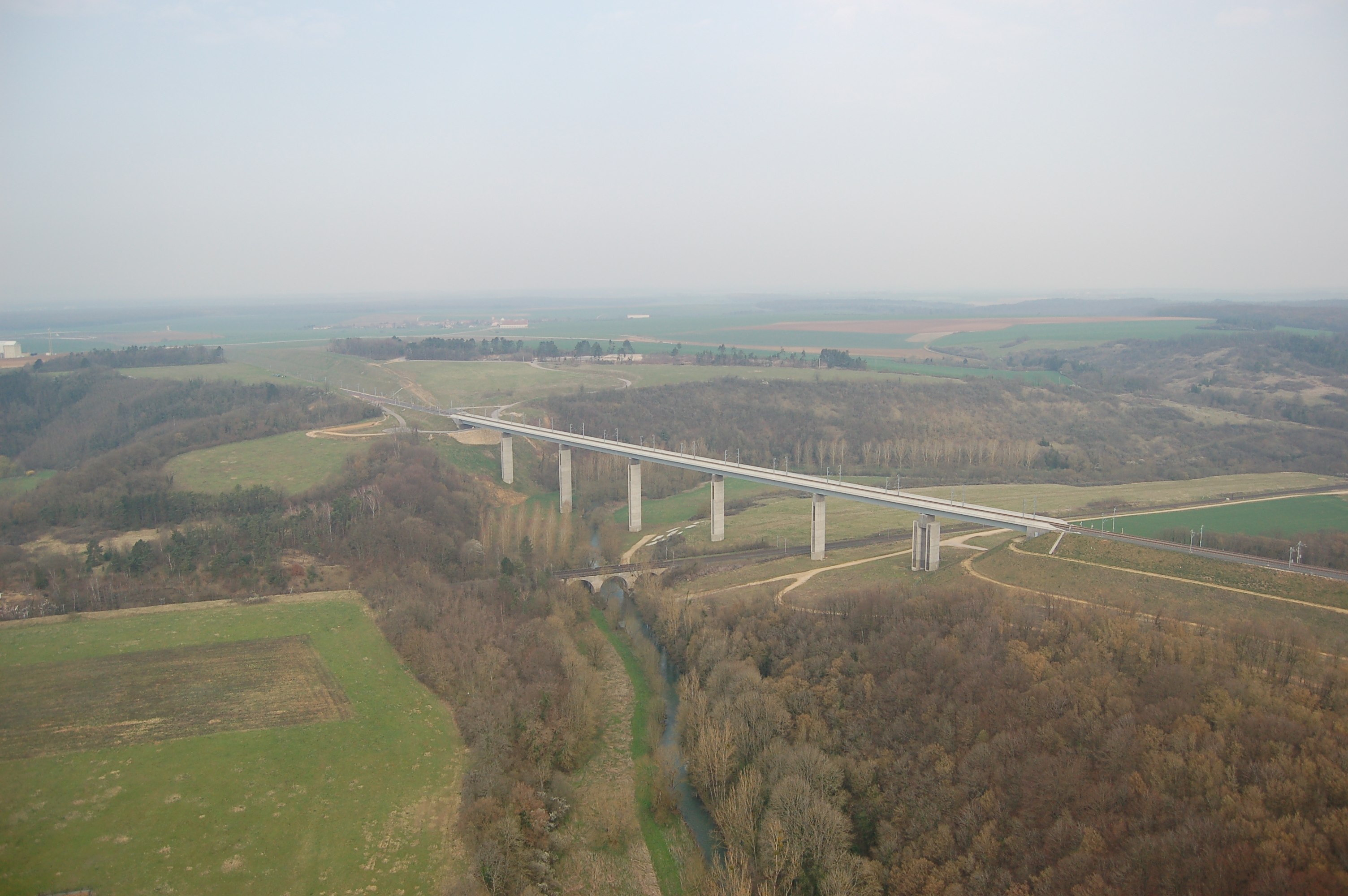
Vue du viaduc, de la voie ferrée, et du Rupt de Mad.

Cet ouvrage peut être caractérisé par les chiffres suivants :
- longueur totale du tablier : 480 mètres ;
- largeur : 12,3 mètres ;
- portée de l'arche principale : 80 mètres ;
- portée moyenne des arches : 80 mètres ;
- nombre d'arches : 7 ;
- quantité de métaux employés : 
  - acier : 3 000 tonnes,
  - double caisson de béton : 12 000 m3 ;
- hauteur des piles : 50 mètres ;
- hauteur des fondations : (à compléter) ;
- coût des travaux : 20,7 millions d’euros.